# Миннибаево (село, Татарстан)
Минниба́ево (тат. Миңлебай) — село в Альметьевском районе Татарстана, административный центр Миннибаевского сельского поселения.

## История
В «Списке населенных мест по сведениям 1859 года», изданном в 1864 году, населённый пункт упомянут как казённая и башкирская деревня Менлибаева 1-го стана Бугульминского уезда Самарской губернии. Располагалась при речке Кичуе, по левую сторону Казанского почтового тракта из Бугульмы в Чистое Поле, в 60 верстах от уездного города Бугульмы и в 10 верстах от становой квартиры в казённой и башкирской деревне Альметева (Альметь-муллина). В деревне в 70 дворах жили 762 человека (373 мужчины и 389 женщин). Была мечеть.
По переписи 1897 года в деревне Миндубаева (Менлибаева) Бугульминского уезда Самарской губернии проживали 1115 человек (577 мужчин, 538 женщин), в том числе 1108 мусульман.
В 1930 году в селе был организован колхоз «Октябрь». 

## Население
| 1795  | 1859 | 1889  | 1910  | 1920  | 1926  | 1938  | 1949  | 1958  |
| ----- | ---- | ----- | ----- | ----- | ----- | ----- | ----- | ----- |
| 266   | ↗762 | ↗1065 | ↗1384 | ↗1499 | ↘1160 | ↗1232 | ↘1053 | ↗1079 |
| 1970  | 1979 | 1989  | 2002  | 2010  | 2015  |       |       |       |
| ↗1162 | ↘931 | ↘795  | ↗1004 | ↘1001 | ↗1066 |       |       |       |

Национальный состав
Согласно результатам переписи 2002 года, в национальной структуре населения села татары составляли 94% из 1004 человек.

## Инфраструктура
В 1998 году открыт Мемориальный музей Ф. Карими (фонды насчитывают 1830 ед. хр., экспозиция посвящена Ф. Карими и краеведению).

## Религия
Мечеть (с 1995 г.).